# Tuntian
Le tuntian, ou duntian, ou t'ouen-t'ien (屯田, túntián) était une politique agraire chinoise. L'exemple le plus connu est celui instauré par le seigneur de guerre Cao Cao à partir de 196.

## Histoire
Bien que le système du tuntian ait été rendu célèbre par Cao Cao, ses propres écrits révèlent qu'il avait été institutionnalisé dès l'époque des Han occidentaux sous le règne de l'empereur Wudi. Les soldats envoyés pour des expéditions lointaines avaient pour ordre de cultiver les terres conquises. Ceci permettait non seulement de fournir des vivres à l'armée, mais aussi de convertir ces régions en les centrant sur l'agriculture. Il s'agissait donc également d'une conquête économique. Cependant, à la mort de l'empereur Wudi, le système n'est utilisé que très rarement, ce qui diminua son efficacité.

## Le système de Cao Cao

### Contexte
Les dernières années des Han orientaux furent particulièrement dures : plusieurs famines éclatèrent : selon les annales de l'époque (Chroniques des Trois Royaumes), en 194 les invasions de sauterelles rendaient la nourriture une denrée si précieuse que les cent litres de millet se négociaient à plus d'un demi-million d'unités monétaires de l'époque et que le peuple était contraint de recourir au cannibalisme. les incessantes guerres civiles, en particulier les révoltes des Turbans Jaunes (184-196) perturbaient la production agricole et créaient des vagues d'exode des populations fuyant les zones de guerre importantes. Sur la recommandation de ses conseillers Zao Zhi et Han Hao, Cao Cao décida d'imposer la politique du tuntian.

### Système
Les paysans sans terre, les réfugiés et les soldats reçoivent des lopins de terre qu'ils peuvent cultiver, et le matériel (charrues, bœufs...) est fourni par le gouvernement à bas prix. En échange, les paysans doivent fournir au gouvernement la moitié de leurs récoltes.
À la fin de la dynastie Han, c'étaient principalement les soldats qui cultivaient ces fermes sur ordre du gouvernement, et c'est toute la récolte qui devait servir à l'armée. L'innovation de Cao Cao était de réformer le système en y incluant les civils. Ce faisant, il résolvait deux des grands problèmes économiques de son gouvernement : le grand nombre de réfugiés, et le traitement des nombreuses terres dévastées par la guerre.
Les Chinois font la distinction entre le tuntian militaire et le tuntian civil (respectivement 軍屯, jūntún et 民屯, míntún) pour faire la distinction entre le système de Wudi et les innovations du gouvernement de Cao Cao.

### Résultats
Le tuntian fut d'une grande importance dans le redressement de l'économie chinoise lors de la période des Trois Royaumes de Chine. Lorsque le système se montra efficace, Cao Cao le fit systématiquement appliquer à toutes les régions sous son contrôle. Sur le long terme, le tuntian fut un des instruments par lesquels il réunifia le nord de la Chine (royaume de Wei). À court terme, le tuntian fut la clé des succès militaires des campagnes de Cao Cao qui impliquaient souvent de faire des attaques lointaines. La politique agraire du tuntian permettait de simplifier énormément les problèmes de logistique et d'approvisionnement des troupes, lui permettant ainsi de mener d'augmenter la durée de ses campagnes. Le système du tuntian sera également repris par ses adversaires, comme le stratège Zhuge Liang qui l'utilisa en 234 lors d'une campagne contre Sima Yi.